# Bill Clinton
William Jefferson "Bill" Clinton, född William Jefferson Blythe III den 19 augusti 1946 i Hope, Arkansas, är en amerikansk jurist och demokratisk politiker som mellan 1993 och 2001 var USA:s president.
Clinton var attorney general i Arkansas 1977–1979, guvernör i samma delstat två gånger (1979–1981 och 1983–1992) samt USA:s president 1993–2001. Han var den andre presidenten i Amerikas historia som ställdes inför riksrätt, efter Andrew Johnson 1868. Liksom Johnson friades han av senaten. 
Clinton anses allmänt vara en centerorienterad demokrat, det vill säga ligga relativt nära republikanska värderingar. Bland hans prioriteringar som president fanns dock lagförslag för att bygga ut skolan, försvåra vapenförsäljning, stärka miljölagarna samt förstärka sjukledigheten vid graviditet och allvarliga sjukdomar. Internationellt inriktade han sig på att minska handelstullarna via NAFTA samt att medla i konflikterna på Nordirland (IRA) och Israel/Palestina. För att tilltala de konservativa satsade han på att öka "kriget mot drogerna", och han motsatte sig inte heller dödsstraffet. År 1996 lade han in veto mot omval av FN:s generalsekreterare Boutros Boutros-Ghali.
Clinton var den tredje yngste presidenten genom tiderna och den förste som föddes i babyboomen efter andra världskriget. Därmed markerade hans presidenttid ett skifte från tidigare presidenter, av vilka många varit krigsveteraner och upplevt kalla kriget under 1950-talet. 
Bill Clinton är gift med Hillary Clinton, som var USA:s utrikesminister 2009-2013 och Demokraternas kandidat i presidentvalet 2016.

## Uppväxt
Clinton föddes som William Jefferson Blythe III i staden Hope i Arkansas. Han växte upp i Hot Springs i Arkansas. Hans far, William Jefferson Blythe Jr. (född 1918 i Sherman, Texas, död 17 maj 1946) var handelsresande men omkom i en bilolycka innan den blivande presidenten föddes. Hans mor, född Virginia Dell Cassidy år 1923 i Bodcaw, Arkansas, senare Blythe, gifte om sig år 1950 med Roger Clinton Sr. Hon avled 1994. Båda föräldrarna kom från enkla förhållanden. Under skoltiden använde Billy, som han kallades, efternamnet Clinton. Han växte upp i en kärnfamilj, men har senare vittnat om att styvfadern var en spelare och alkoholist, som misshandlade Clintons mor och ibland även Clintons halvbror, Roger Jr.

## Tiden som guvernör
Tiden som guvernör delas upp i två delar: dels den första perioden 1979–1981, dels den andra 1983–1992. Den första perioden präglades främst av hans höjda skatt på registrerade fordon (licence plate fee) för att finansiera väguppbyggnaden i Arkansas. Denna höjning var en av de saker som kostade honom guvernörsposten i omvalet. Den andra stora frågan som kostade honom omvalet var det kontroversiella beslutet av president Carter att inhysa 1000-tals kubanska flyktingar i Arkansas. Detta ledde till oroligheter mellan kubanska flyktingar och Arkansasbor. Clinton hävdar även i sin biografi att ett tredje skäl till att han förlorade valet var att hans hustru Hillary valt att behålla sitt flicknamn Rodham, trots att de var gifta och detta sågs inte med blida ögon i en konservativ stat som Arkansas.
Efter att ha förlorat omvalet efterträddes Clinton av Frank White. I nästa guvernörsval kom dock Clinton starkt tillbaka och vann valet. De kommande tio årens politik präglades mycket av satsningen på utbildningssystemet och att försök att åter få delstatens ekonomi på fötter.

## Presidentvalen 1992 och 1996
Clinton ställde upp i presidentvalet 1992. Han blev Demokraternas kandidat efter att ha besegrat fyra motkandidater i primärvalen, bland dem den tidigare guvernören i Kalifornien Jerry Brown och den tidigare senatorn från Massachusetts Paul Tsongas. Clinton utsåg den jämnårige senatorn Al Gore från Arkansas grannstat Tennessee till vicepresidentkandidat. Den sittande presidenten, republikanen George H.W. Bush, hade haft höga popularitetssiffror efter den USA-ledda koalitionens seger i Kuwaitkriget 1991, men hans popularitet sjönk rejält därefter, bland annat som en följd av landets ekonomiska problem. Clinton kunde kapitalisera på detta och vann valet med 43 procent av rösterna mot 37 procent för Bush.
I presidentvalet 1996 vann Clinton enkelt återval, när han besegrade republikanen Bob Dole, tidigare sitt partis ledare i senaten, med 49 procent mot 41.

## Tiden som president

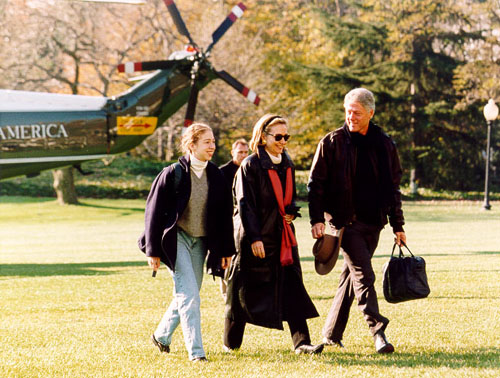
Familjen Clinton anländer till Vita huset 1993.

Clinton började ställa större krav på att socialbidragstagare skulle arbeta och försörja sig själva, den så kallade arbetslinjen.[källa behövs]

### Större lagförslag
Den 22 augusti 1996 undertecknade Bill Clinton en välfärdslag (Personal Responsibility and Work Opportunity Act) som ökade det federala barnbidraget med 40 procent. Lagen innehöll även åtgärder för effektivare inkrävande av barnunderhåll, samt gav delstater möjlighet att omvandla månatliga socialbidrag till lönebidrag för att uppmuntra arbetsgivare att anställa socialbidragstagare. Lagen innebar även slutet för biståndsprogrammet Aid to Families with Dependent Children som startades 1935.
En annan viktig ambition för regeringen var att införa en allmän sjukförsäkring som omfattade alla amerikanska medborgare. President Clinton tillsatte nationens första dam Hillary Clinton som ledare för en kommitté med ansvar att utarbeta ett lagförslag. Kommittén drabbades dock av många problem, bland annat av en kritikstorm från den politiska högern. Lagförslaget blev aldrig verklighet, mycket på grund av att Republikanerna skördade stora framgångar i kongressvalet 1994.

### Ekonomisk politik
Clinton var en mittenorienterad demokrat som under valkampanjen 1992 gick till val på att vilja sänka skatten för medelinkomsttagare. Under sin första mandatperiod ärvde han dock ett stort budgetunderskott efter president George H.W. Bush. För att minska underskottet höjde regeringen det federala budgettaket och sparade in på vissa budgetutgifter, bland annat på sjukvård och utgifterna för mediciner. Samtidigt infördes en skatt på sociala försäkringsförmåner för höginkomsttagare. Presidenten skrev även under ett stimulanspaket på drygt 100 miljoner dollar. Clinton lyckades balansera budgeten under sin andra mandatperiod.

### Kosovokriget
Den 24 mars 1999 talade Bill Clinton till det amerikanska folket där han förklarade att det var dags att sätta in flyganfall mot serbiska styrkor efter att de angripit albaner i Kosovo och enligt Bill Clinton och OSSE påbörjat en etnisk rensning. Vid några tillfällen missade flygangreppen sina mål och dödade oskyldiga. Den 9 juni enades Nato och serbisk militär om ett snabbt tillbakadragande av serbiska styrkor från Kosovo samt insättandet av en internationell säkerhetsstyrka under enhetlig Natoledning.

### Lewinsky-affären
En stor del av Clintons presidenttid kom i media att handla om "Lewinsky-affären". Monica Lewinsky, en praktikant/assistent i Vita huset, kom att inleda en sexuell relation med Clinton. När han konfronterades med Lewinskys vittnesmål, sade han "I did not have sexual relations with that woman", men blev överbevisad, bland annat med hjälp av Lewinskys beskrivning av Clintons könsorgan, och fläckar på en av hennes klänningar. Åklagaren som skötte utredningen var Kenneth Star. Han ska även ha rökt cigarr. Det hävdades dock att relationen hade begränsat sig till fellatio från hennes sida och inte samlag, vilket skapade frågeställningar i USA om vad som skulle menas med begreppet "sexual relations".
Clinton fick svårt att agera som president efter Lewinsky-affären. Han ställdes inför riksrätt men frikändes den 12 februari 1999.

### Utnämningar till Högsta Domstolen
- Ruth Bader Ginsburg, 1993
- Stephen Breyer, 1994

## Efter presidenttiden

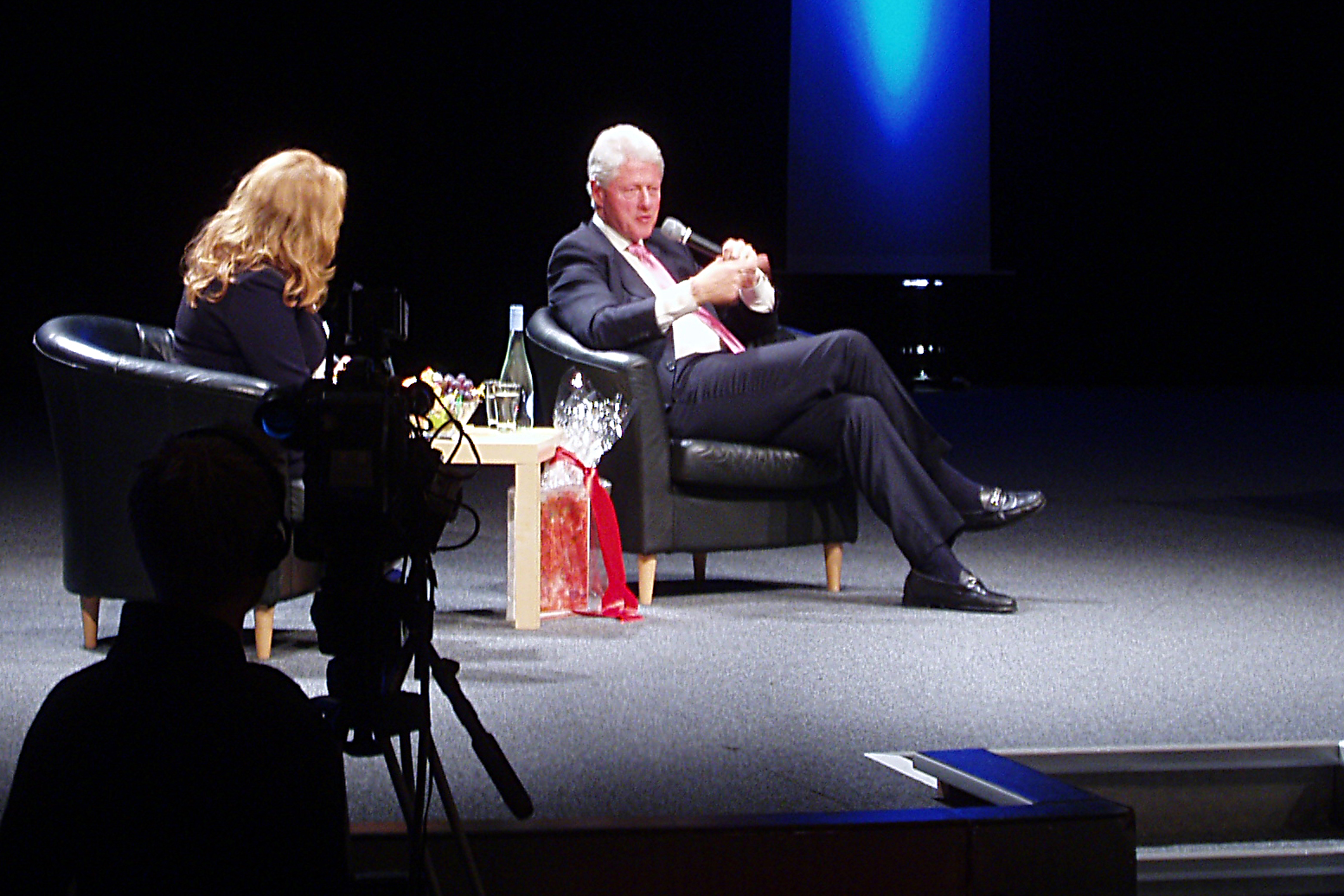
Clinton frågas ut av Annika Dopping under ett föredrag i Göteborg den 8 oktober 2007.

Efter sin presidenttid har Clinton varit en uppskattad och högt betald föredragshållare. Den 8 oktober 2007 gästade han Sverige i en föreläsning tillsammans med Hans Blix. Han deltog i sin hustrus Hillary Clintons kampanj inför det amerikanska presidentvalet år 2008.
Clinton åkte till Nordkorea 4 augusti 2009 för att förhandla fram frigivning av två amerikanska journalister som varit fängslade sedan 17 mars samma år. Clinton, tillsammans med de två journalisterna, var tillbaka i USA redan dagen efter.
År 2010 övergick han av hälsoskäl till en vegetarisk diet som baseras på frukt och grönsaker, och som ibland även inkluderar fisk.

## Mätningar av Clintons popularitet som president
Clinton har i mätningar över de bästa presidenterna i USA:s historia placerats relativt högt upp. Han hade höga förtroendesiffror när han avgick som president på drygt 60-70% vilket endast har matchats av Franklin D. Roosevelt och Ronald Reagan.

## Övrigt
Dottern Chelsea Clinton (född 27 februari 1980) har en masterexamen i internationell politik från universitetet i Oxford.